# Референдум в Лихтенштейне по Тур де Ски (2018)
Референдум по Тур де Ски в Лихтенштейне проводился 25 ноября 2018 года. Предложение было отклонено 59 % голосов избирателей.

## Контекст
25 сентября 2018 года Ландтаг Лихтенштейна проголосовал (14 — за, 11 — против) за то, чтобы кредитовать 800 тыс. швейц. франков Лихтенштейнской лыжной ассоциации для проведения Тур де Ски в 2019/20 и 2020/21 годах. Независимые воспротивились решению и начали собирать подписи за проведение референдума, которых требовалось по Конституции одна тысяча, собранных в течение месяца. С 13 сентября по 12 октября было собрано 1743 подписи, из которых 1730 было подтверждено.
16 октября правительство назначило дату референдума. Одновременно 28 сентября Лихтенштейнская лыжная ассоциация получила право на проведение Тур де Ски.

## Результаты
| Выбор                                       | Голоса | %     |
| ------------------------------------------- | ------ | ----- |
| За                                          | 5 543  | 40,69 |
| Против                                      | 8 079  | 59,31 |
| Недействительных/пустых бюллетеней          | 89     | -     |
| Всего                                       | 13 711 | 100   |
| Зарегистрированных избирателей/Явка         | 20 088 | 68,25 |
| Источник: Правительство Лихтенштейна (нем.) |        |       |